# Lucía Guzmán
Lucía Guzmán (nacida en 1945) es una ministra y política estadounidense que sirvió en el Senado de Colorado en el distrito 34 como miembro del Partido Demócrata de 2010 a 2019. Antes de su mandato en el Senado estatal, sirvió en la junta escolar de Denver y dirigió el Consejo de Iglesias de Colorado.
Guzmán estudió en la Universidad Estatal Sam Houston. Se convirtió en ministra de la Iglesia Metodista Unida y dirigió el Consejo de Iglesias de Colorado. Fue designada para reemplazar a Paula Sandoval en el Senado estatal y sirvió hasta el límite de su mandato en las elecciones de 2018. Durante su mandato en el Senado estatal, se desempeñó como líder de la minoría hasta que renunció en protesta por el manejo por parte de los republicanos de los casos de acoso sexual en la legislatura.

## Biografía
Guzmán nació en Katy, Texas, en 1945, como uno de nueve hijos de trabajadores agrícolas de México. Su padre, Tomás Guzmán, fue asesinado a los setenta y tres años en 1975, durante un robo en una gasolinera. Se graduó con una licenciatura en Ciencias de la Universidad Estatal Sam Houston. y una Maestría en Ciencias en Divinidad de la Escuela de Teología Iliff. Trabajó en la Rama Médica de la Universidad de Texas de 1975 a 1983. Guzmán se identifica como lesbiana y está casada con Martha Eubanks.

## Carrera

### Política local
Guzmán se convirtió en ministra de la Iglesia Metodista Unida en 1992. Dirigió el Consejo de Iglesias de Colorado de 1994 a 1999, y fue la primera hispana y mujer en dirigirlo. Guzmán dejó el consejo para competir contra Rita Montero por un puesto en la junta escolar de Denver y sirvió en ella desde 1999 hasta 2007. Fue nombrada por el alcalde John Hickenlooper para administrar la Agencia de Derechos Humanos. Está casada con Martha Eubanks.

### Senado de Colorado
Paula Sandoval renunció al Senado de Colorado para servir en el concejo municipal de Denver en 2010, y Guzmán fue designada para reemplazarla. Derrotó al representante Joel Judd en las primarias y ganó en las elecciones generales. Fue reelegida en las elecciones de 2014 contra el candidato republicano Stuart Siffring y el candidato libertario Brian Scriber. Ella no podía participar en las elcciones de 2018, por lo que apoyó a Julie Gonzales, quien ganó en las elecciones generales, para sucederla.

#### Tenencia
Guzmán formó parte de los comités Conjuntos de Agricultura y Recursos Naturales y de Justicia. Ella reemplazó al senador Steve King como presidenta del comité de Auditoría Legislativa mientras King enfrentaba cargos por delitos graves. Fue miembro del grupo parlamentario LGBTQ. Apoyó a Hillary Clinton durante las primarias presidenciales demócratas de 2008 y las primarias de 2016 y a Amy Klobuchar en las primarias de 2020.
En 2015, fue seleccionada para reemplazar a la senadora Morgan Carroll como líder de la minoría en el Senado estatal después de que Carroll renunciara al puesto para poder postularse para un escaño en la Cámara de Representantes de los Estados Unidos por el sexto distrito del Congreso. Ella fue la primera lesbiana latina en servir como líder de la minoría en la Asamblea General de Colorado.
Ella renunció a su puesto como líder de la minoría en protesta por el manejo por parte de los republicanos de las acusaciones de acoso sexual contra miembros del Senado estatal. Ella afirmó que la gota que colmó el vaso fue cuando los republicanos condenaron al senador Daniel Kagan por exigir un debate en el pleno sobre la conducta del senador Randy Baumgardner. Guzmán y el senador Leroy García intercambiaron posiciones, y García se convirtió en líder de la minoría mientras que Guzmán se convirtió en el líder asistente de la minoría.

### Posiciones políticas
Guzmán presentó una legislación para añadir a las personas sin hogar a la lista de categorías protegidas en la legislación sobre delitos de odio. En 2013, presentó una ley para abolir la pena de muerte. Ella y otros nueve demócratas en el Senado estatal recibieron una puntuación del 100% de la AFL-CIO.
Presentó y apoyó legislación para crear uniones civiles entre personas del mismo sexo y prohibir la terapia de conversión en menores. Guzmán estuvo entre los treinta y siete legisladores que respaldaron una carta en 2018, pidiendo que Planned Parenthood permitiera a sus trabajadores formar un sindicato. Recibió una calificación A de NARAL Pro-Choice America.